# Brit Awards de 2016
O Brit Awards de 2016 foi realizado em 24 de fevereiro de 2016, na The O2 Arena, em Londres, Inglaterra, e foi apresentado por Ant & Dec. Esta foi a 36.ª edição da premiação anual da British Phonographic Industry em reconhecimento a música britânica e internacional.

## Apresentações
| Artista(s) | Canção |
| --- | --- |
| Coldplay | "Hymn for the Weekend" |
| Justin Bieber James Bay                                                                                              | "Love Yourself" Sorry" |
| Jess Glynne | "Ain't Got Far to Go" "Don't Be So Hard on Yourself" Hold My Hand" |
| James Bay | "Hold Back the River" |
| Rihanna SZA Drake | "Consideration" "Work" |
| Little Mix | "Black Magic" |
| Banda de David Bowie: Earl Slick Gail Ann Dorsey Gerry Leonard Mike Garson Catherine Russell Sterling Campbell Lorde | Tributo a David Bowie Medley Instrumental: contém interpolações de "Space Oddity" Rebel Rebel" Let's Dance" Ashes to Ashes" Ziggy Stardust" Fame" Under Pressure" Heroes" Com Lorde: "Life on Mars?" |
| The Weeknd | "The Hills" |
| Adele | "When We Were Young" |

## Vencedores e indicados
As indicações foram reveladas em 14 de janeiro de 2016. Os vencedores são listados primeiro e destacados em negrito.
| Álbum Britânico do Ano (apresentado por Mark Ronson) | Produtor Britânico do Ano |
| --- | --- |
| - Adele – 25 - Coldplay – A Head Full of Dreams - Florence and the Machine – How Big, How Blue, How Beautiful - James Bay – Chaos and the Calm - Jamie xx – In Colour | - Charlie Andrew - Mark Ronson - Mike Crossey - Tom Dalgety |
| Single Britânico do Ano (apresentado por Suki Waterhouse e Simon Le Bon) | Vídeo Britânico do Ano (apresentado por Alan Carr e Lianne La Havas) |
| - Adele – "Hello" - Calvin Harris & Disciples – "How Deep Is Your Love" - Ed Sheeran & Rudimental - "Bloodstream" - Ellie Goulding – "Love Me like You Do" - James Bay – "Hold Back the River" - Jess Glynne – "Hold My Hand" - Little Mix – "Black Magic" - Olly Murs com part. de Demi Lovato – "Up" - Philip George – "Wish You Were Mine" - Years & Years – "King" | - One Direction – "Drag Me Down" 1 - Adele – "Hello" - Ed Sheeran – "Photograph" - Jessie J – "Flashlight" - Little Mix – "Black Magic" Eliminado - Calvin Harris & Disciples – "How Deep Is Your Love" - Ellie Goulding – "Love Me like You Do" - Naughty Boy com part. de Beyoncé & Arrow Benjamin – "Runnin' (Lose It All)" - Sam Smith – "Writing's on the Wall" - Years & Years – "King" |
| Artista Solo Masculino Britânico (apresentado por Kylie Minogue) | Artista Solo Feminina Britânica (apresentado por Louis Tomlinson e Liam Payne) |
| - James Bay - Aphex Twin - Calvin Harris - Jamie xx - Mark Ronson | - Adele - Amy Winehouse - Florence and the Machine - Jess Glynne - Laura Marling |
| Grupo Britânico (apresentado por Simon Pegg) | Melhor Revelação Britânica (apresentado por Nick Grimshaw e Cheryl) |
| - Coldplay - Blur - Foals - One Direction - Years & Years | - Catfish and the Bottlemen - James Bay - Jess Glynne - Wolf Alice - Years & Years |
| Artista Solo Masculino Internacional (apresentado por Major Lazer) | Artista Solo Feminina Internacional (apresentado por Fleur East e Craig David) |
| - Justin Bieber - Drake - Father John Misty - Kendrick Lamar - The Weeknd | - Björk - Ariana Grande - Courtney Barnett - Lana Del Rey - Meghan Trainor |
| Grupo Internacional (apresentado por Jourdan Dunn e Henry Cavill) | Escolha da Crítica |
| - Tame Impala - Alabama Shakes - Eagles of Death Metal - Major Lazer - U2 | - Jack Garratt - Frances - Izzy Bizu |
| Prêmio de Sucesso Global (apresentado por Tim Peake) | Prêmio Ícone (apresentado por Annie Lennox) |
| - Adele | - David Bowie (recebido por Gary Oldman) |